# Camignolo
Camignolo (in dialetto ticinese Camignöö) è una frazione di 733 abitanti del comune svizzero di Monteceneri, nel Canton Ticino (distretto di Lugano).

## Storia

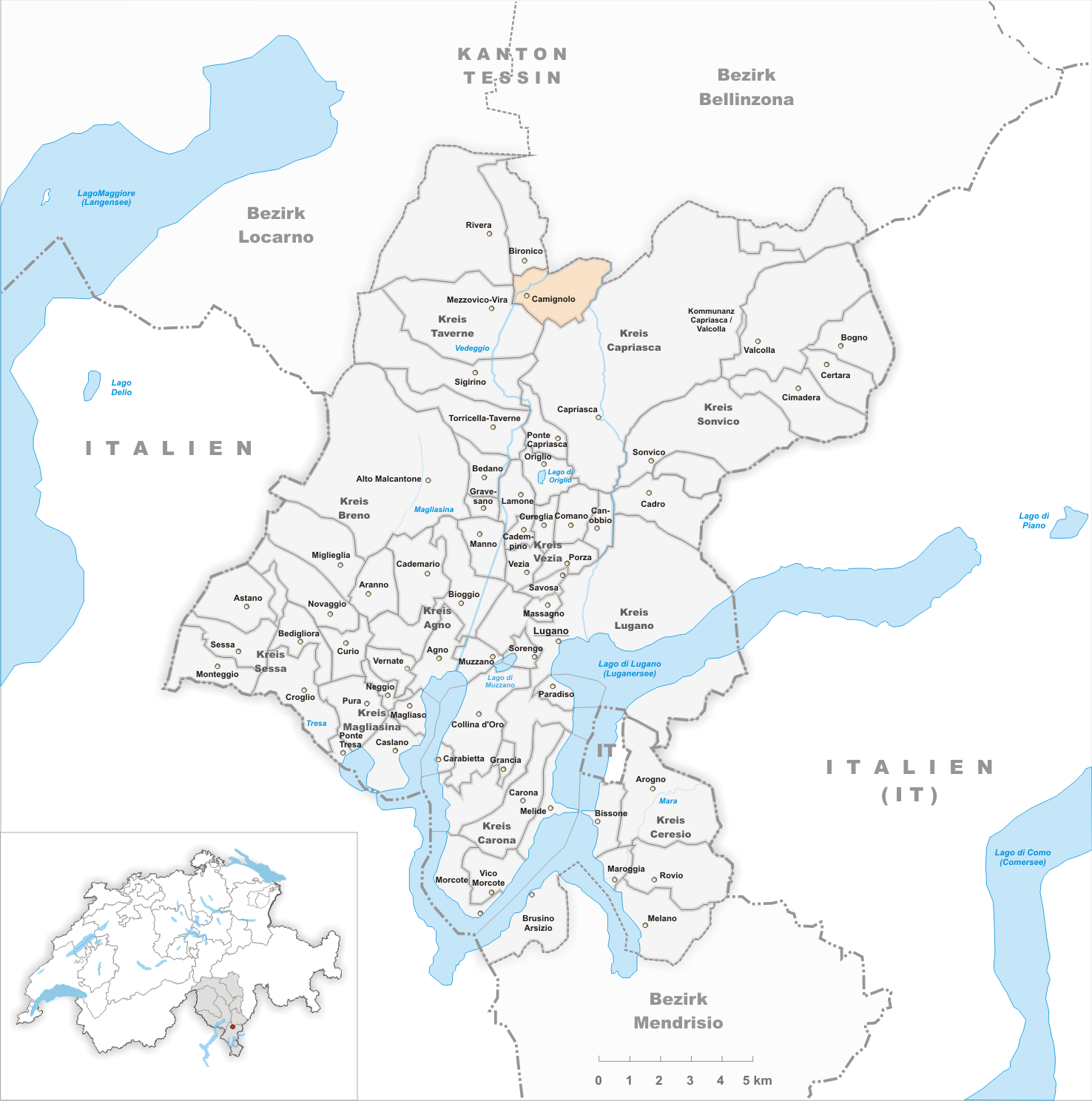
Il territorio del comune di Camignolo prima degli accorpamenti comunali del 2010

Già comune autonomo che si estendeva per 4,5 km², il 21 novembre 2010 è stato accorpato agli altri comuni soppressi di Bironico, Medeglia, Rivera e Sigirino per formare il comune di Monteceneri.

## Monumenti e luoghi d'interesse
- Chiesa parrocchiale dei Santi Pietro e Paolo, attestata dal XV secolo[1];
- Oratorio di Sant'Ambrogio, attestato dal 1348, rimaneggiato a più riprese ma con parti risalenti al X secolo[1] (ad esempio l'abside[senza fonte], che riporta un affresco raffigurante una Maiestas domini[2]) e dotato di dipinti risalenti al XIV secolo (tra cui un Sant'Ambrogio affrescato sulla parete meridionale)[2];
- Resti del castello di Sant'Ambrogio, demolito nel 1518;[3]
- Casa Mora, del 1830[senza fonte];
- Casa Uccelli[senza fonte];
- Casa Canepa[senza fonte].

## Società

### Evoluzione demografica
L'evoluzione demografica è riportata nella seguente tabella:
Abitanti censiti

## Amministrazione
Ogni famiglia originaria del luogo fa parte del cosiddetto comune patriziale e ha la responsabilità della manutenzione di ogni bene ricadente all'interno dei confini della frazione. L'ufficio patriziale, rieletto il 26 aprile 2009, è presieduto da Antonio Manetti.